# Illiesoperla frazieri
Illiesoperla frazieri är en bäcksländeart som beskrevs av Günther Theischinger 1982. Illiesoperla frazieri ingår i släktet Illiesoperla och familjen Gripopterygidae. Inga underarter finns listade i Catalogue of Life.